# Епрем I
Епрем I Дзорагеци (1748, Эривань, Эриванское ханство — 1835, Эчмиадзин, Армянская область, Российская империя) — католикос всех армян в 1809—1831 годах, духовный лидер армянского народа в период присоединения Армении к России. Андреевский кавалер (1831).

## Биография

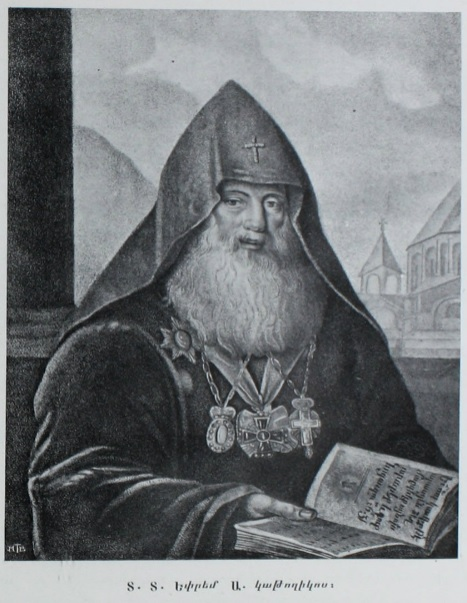
Католикос Епрем

Родился в 1748 году в Эривани (современный Ереван).
Уже в бытность епископом был известен своими симпатиями к России. 
26 декабря 1809 года был избран католикосом вместо скончавшегося Даниела I (официальная церемония поставления Епрема католикосом состоялась осенью следующего года). В этот период Эчмиадзин, резиденция католикоса, всё еще находился на территории вассального Персии Эриванского ханства, но Россия стремительно наращивала своё присутствие в регионе. 
В 1815 году Епрем I добился, чтобы албанский католикос официально признал власть эчмиадзинского католикоса (самого Епрема). После этого Албанский католикосат был упразднён и включён в состав Эчмиадзинского двумя отдельными епархиями. В этом начинании Епрему активно содействовала русская администрация (так как земли Албанского католикосата, примерно соответствующие современному Азербайджану и Нагорному Карабаху, уже находились на российской территории).
В 1819 году вновь заработала типография в Эчмиадзине, не функционировавшая с 1794 года. В 1822 году, во время конфликта между Османской империей и Персией, католикос Епрем укрылся в монастыре Ахпат.
Эчмиадзин был взят русскими войсками весной 1827 года ходе Русско-персидской войны 1826—1828 годов. После её окончания,  переход Эчмиадзина, Эривани и большей части территорий современной Армении от Персии к России был закреплён официально Туркманчайским мирным договором. После этого Епрем, который приветствовал эти изменения, вернулся из Ахпата в Эчмиадзин.
В 1831 году подал императору Николаю I прошение об уходе на покой по старости и немощи. Николай I удовлетворил его просьбу и наградил высшим орденом Андрея Первозванного.
Скончался Епрем в 1835 году.